# Penguin Highway
Penguin Highway är en platå i Antarktis. Den ligger i Sydorkneyöarna. Argentina och Storbritannien gör anspråk på området. Penguin Highway ligger på ön Signy.